# Droga wojewódzka 986
Die Droga wojewódzka 986 (DW 986) ist eine 46 Kilometer lange Droga wojewódzka (Woiwodschaftsstraße) in der polnischen Woiwodschaft Karpatenvorland, die Dąbie mit Wiśniowa verbindet. Die Strecke liegt im Powiat Mielecki, im Powiat Ropczycko-Sędziszowski und im Powiat Zwoleński.

## Streckenverlauf
Woiwodschaft Karpatenvorland, Powiat Mielecki
-  Dąbie (DW 985)

Woiwodschaft Karpatenvorland, Powiat Ropczycko-Sędziszowski
- Wola Ociecka
- Ocieka
- Ostrów
-  Ropczyce (A 4, DK 94)
- Chechły (Ostrów)
- Łączki Kucharskie
- Glinik
- Wielopole Skrzyńskie

Woiwodschaft Karpatenvorland, Powiat Strzyżowski
- Szufnarowa
-  Wiśniowa (DW 988)